# 李来発
李 来発（リー・ライファ、り らいはつ、李 來發、1956年6月28日 - 2024年10月16日）は、台湾（中華民国）の嘉義県出身のプロ野球選手（外野手）。右投げ右打ち。

## 来歴・人物
台湾の東亜高工、台北体専、空軍を経て、高英傑と共に1980年に練習生として合作金庫から日本プロ野球（NPB）の南海ホークスに入団。高ともども、台湾球界では幼少時より活躍し、李は前年に台湾リーグでは三冠王を獲得する強打者であった。
台湾のノンプロ時代は捕手であったが、南海入団後は強肩・好守を生かして外野手に転向。2年目の1981年に支配下登録されるが、当時の外国人枠（一軍登録2名以内・支配下登録3名以内）に阻まれ、また、高が野手転向してポジション的にもライバルとなってしまったため、一軍昇格の機会はなかなか訪れず、ジム・タイロンの西武からの移籍の影響で外国人枠の上限を超えたことから、一時は任意引退が公示され、球団職員（練習生）扱いとなった。3年目の1982年途中に支配下登録に復帰し、ようやく一軍昇格。しかし、10試合出場したのみで、打率.182、2本塁打、4打点であった。4年目となる1983年には、ジム・ライトルと高、李で2人の外人枠を争う形となったが、この年も15試合の出場に終わり、打率.244、1本塁打、5打点。オフに高ともども退団した。
李・高の訪日後に郭源治が訪日し、活躍。さらに郭泰源、荘勝雄、呂明賜らが訪日して活躍したが、彼らの先鞭をつける形となった。やがて1990年に台湾でプロ野球が創設されると、指導者として成功。
1992年バルセロナオリンピックでは、ナショナルチームの監督を務める。郭李建夫をエースに擁し、準決勝では日本を破って決勝に進出。決勝でキューバには敗れたが、堂々の銀メダルを獲得した。
その後も、中華職業棒球聯盟（CPBL）でもコーチ・監督として活躍。1997年から2001年および2006年には中信ホエールズ（2001年以前の球団名は和信ホエールズ）の監督を務め、1999年にはチームを優勝に導いた。2004年アテネオリンピック台湾代表チームのコーチを務めた。
2024年10月16日に肝癌により死去。68歳没。

## 選手としての特徴
守備力には優れ、わずかな出場にもかかわらず「プロ野球珍プレー・好プレー大賞」にも好プレーの方で登場。ライトを守っている際に、ライト前に落ちた打球を捕球してバックホーム。三塁走者を本塁で封殺（フォースアウト）し、珍しい本塁封殺のライトゴロを記録したこともあった。

## 詳細情報

### 年度別打撃成績
| 年 度     | 球 団     | 試 合 | 打 席 | 打 数 | 得 点 | 安 打 | 二 塁 打 | 三 塁 打 | 本 塁 打 | 塁 打 | 打 点 | 盗 塁 | 盗 塁 死 | 犠 打 | 犠 飛 | 四 球 | 敬 遠 | 死 球 | 三 振 | 併 殺 打 | 打 率 | 出 塁 率 | 長 打 率 | O P S |
| --------- | --------- | ----- | ----- | ----- | ----- | ----- | -------- | -------- | -------- | ----- | ----- | ----- | -------- | ----- | ----- | ----- | ----- | ----- | ----- | -------- | ----- | -------- | -------- | ----- |
| 1982      | 南海      | 10    | 35    | 33    | 3     | 6     | 0        | 0        | 2        | 12    | 4     | 0     | 0        | 0     | 0     | 1     | 0     | 1     | 4     | 0        | .182  | .229     | .364     | .592  |
| 1983      | 南海      | 15    | 48    | 41    | 6     | 10    | 2        | 0        | 1        | 15    | 5     | 0     | 1        | 1     | 1     | 5     | 0     | 0     | 1     | 1        | .244  | .319     | .366     | .685  |
| 通算：2年 | 通算：2年 | 25    | 83    | 74    | 9     | 16    | 2        | 0        | 3        | 27    | 9     | 0     | 1        | 1     | 1     | 6     | 0     | 1     | 5     | 1        | .216  | .280     | .365     | .645  |

### 記録
NPB
- 初出場・初先発出場：1982年9月28日、対西武ライオンズ後期9回戦（大阪スタヂアム）、9番・中堅手として先発出場
- 初安打・初本塁打・初打点：同上、5回裏に杉本正からソロ

### 背番号
- 4  （1980年 - 1981年）
- 29 （1982年 - 1983年、1997年 - 2001年）
- 92 （2006年 - 2008年）